# كوستاريكا
كوستاريكا أو كُستريكة (بالإسبانية: Costa Rica) تعني بالإسبانية «الساحل الغني أو الشاطئ الغني» وهي إحدى دول أمريكا الوسطى. تحدها من الشمال نيكاراغوا ومن الجنوب الشرقي بنما ومن الغرب المحيط الهادي ومن الشرق البحر الكاريبي وكذلك الحدود البحرية مع الإكوادور إلى الجنوب من جزيرة كوكوس. يبلغ عدد سكانها حوالي خمسة ملايين نسمة في مساحة برية تبلغ حوالي 51,180 كيلومتراً مربع. يعيش ما يقدر بنحو 352,381 شخصًا في العاصمة وأكبر مدينة، سان خوسيه، مع حوالي مليوني شخص في المنطقة الحضرية المحيطة.
أُلْغِيَ جيش كوستاريكا دستورياً وبصفةٍ دائمة في عام 1949، وهي البلد الوحيد في أمريكا اللاتينية المدرج في قائمة أقدم 22 دولة ديمقراطية في العالم. تُعتبر كوستاريكا من أحسن دول أمريكا اللاتينية في مؤشر التنمية البشرية حيث احتلت المرتبة 69 على مستوى العالم في عام 2011. واعتبر برنامج الأمم المتحدة الإنمائي كوستاريكا من أكثر الدول التي حققت تقدماً على مستوى التنمية البشرية في عام 2010. وأكّد أنّ كوستاريكا من بين أكثر الدول اهتمامًا بالبيئة حيث توافرت فيها المعايير الخمسة التي وُضعت لقياس مستوى اهتمام الدول بالبيئة، حيث احتلت المرتبة الخامسة على مستوى العالم والأولى على مستوى الأمريكتين من حيث مؤشر الأداء البيئي للعام 2012.
أعلنت حكومة كوستاريكا في عام 2007 عن خططٍ لجعل كوستاريكا أول دولةٍ خاليةٍ من ثاني أكسيد الكربون بحلول عام 2021، واحتلت المرتبة الأولى في مؤشر الكوكب السعيد في عام 2009، ومرة أخرى في عام 2012. ووُصفت بأنّها أكثر البلاد صداقةً للبيئة في العالم في عام 2009.

## أصل التسمية
كلمة «كوستا ريكا» تعني حرفيًا «الساحل الغني أو الشاطئ الغني» باللغتين الإسبانية والبرتغالية (لغتي أهالي أمريكا اللاتينية)، وقد استخدمت لأول مرة في بعض الروايات من قبل الرحالة الجنوي كريستوفر كولومبوس الذي أبحر إلى الشواطئ الشرقية لكوستاريكا خلال رحلته الأخيرة في عام 1502، وذكر كميات هائلة من المجوهرات الذهبية التي يرتديها سكان البلاد الأصليون (الهنود الحمر). قد يكون الاسم أيضًا قد أتى من الكونكيستدور الإسباني جيل غونزاليس دافيلا الذي هبط على الساحل الغربي في عام 1522، حيث التقى بالسكان الأصليين واستولى على بعض ذهبهم، أحيانًا عن طريق السرقة العنيفة وأحيانًا كهدايا من القادة المحليين.

## التقسيم الإداري

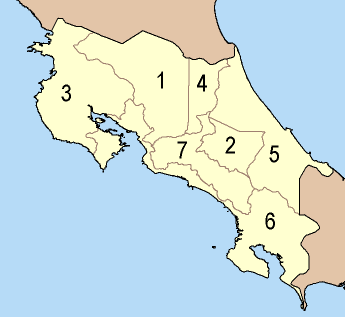
محافظات كوستاريكا

تتكون كوستاريكا من 7 محافظات، والتي بدورها تنقسم إلى 82 كانتوناً (بالإسبانية: Cantón)، كل منها موجه من رئيس البلدية. ويختار الناس رؤساء البلديات ديمقراطيا كل أربع سنوات في كل كانتون. لا توجد سلطة تشريعية للمحافظات. وتنقسم الكانتونات إلى 488 مقاطعة (بالإسبانية: Distritos). المحافظات هي:
1. سان خوسيه
2. الأخويلا
3. غواناكاسته
4. كارتاغو
5. إيريذيا
6. ليمون
7. بونتاريناس

## التاريخ

### فترة ما قبل كولومبوس

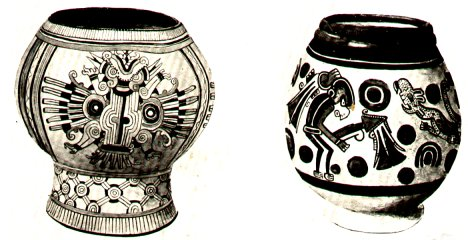
أواني من فترة ما قبل كريستوفر كولومبوس عُثر عليها في شبه جزيرة نيكويا

ينتمي السكان الأصليون لكوستاريكا إلى العصر المتوسط الذي تداخلت فيه حضارتي الأنديز ووسط أمريكا، تأثر الشمال الغربي للبلاد - والمعروف بشبه جزيرة نيكويا - بحضارة الناواتل وذلك بعد غزو الكونكيستدور الإسبان لكوستاريكا في القرن السادس عشر، أما باقي البلاد فقد تأثّرت بشكل كبير بالجماعات الناطقة بلغة شيبشا في كولومبيا.
كان تأثير السكان المحليين على كوستاريكا الحديثة ضئيلاً نسبياً مقارنةً بتأثيرهم على الدول أخرى، حيث أثرت ثقافة المستوطنين الإسبان على أغلب السكان المحليين عبر الزواج المختلط خاصةً بعد تضائل عددهم بسبب المعاملة السيئة التي تلقوها من المستوطنين وتفشي الأمراض المعدية كالجدري، إلا أن مجموعات صغيرة من السكان الأصليين تمكنت من مواجهة الغزو الثقافي الإسباني أهمّها جماعات البريبري وبوروكا التي تسكن جبال كورديليرا دي تالامانكا جنوب كوستاريكا قرب الحدود مع بنما.

### الاستعمار الإسباني
بدأ العهد الاستعماري الإسباني بوصول كرستوفر كولمبس سواحل كوستاريكا الشرقية سنة 1502 لحقته حملات استكشافية متعددة أفضت إلى تأسيس أول مستوطنة وهي فيلا بروزيلاس سنة 1524.
كانت كوستاريكا مقاطعة خاضعة لغواتيمالا التابعة لمملكة إسبانيا الجديدة (أي المكسيك)، تسببت عدة عوامل في جعل كوستاريكا منطقة فقيرة ومعزولة وقليلة السكان حيث وصفها حاكم إسباني عام 1719 بالمستوطنة الأفقر والأكثر بؤساً في الأمريكتين، وكان من أهم تلك العوامل: بُعدها عن العاصمة في غواتيمالا وحظر التبادل التجاري مع بنما وأجزاء من غرناطة الجديدة وشح الموارد الطبيعية مثل الذهب والفضة.
كما أدت قلة الأيدي العاملة بين السكان الأصليين إلى جعل كوستاريكا مجتمع فلاحي انفرادي مستقل وجب فيه على الجميع، بما فيه الحاكم، الاشتغال بالفلاحة لضمان العيش. هذا التقليد المساواتي جعل من كوستاريكا ديمقراطية ريفية غابت عنها الطبقية والاستبداد، إلى غاية انتقال المستعمرين الإسبان إلى الهضاب حيث اكتشفوا أراضٍ بركانية خصبة ومناخاً ألطف مما هو عليه في المنخفضات.

### الاستقلال

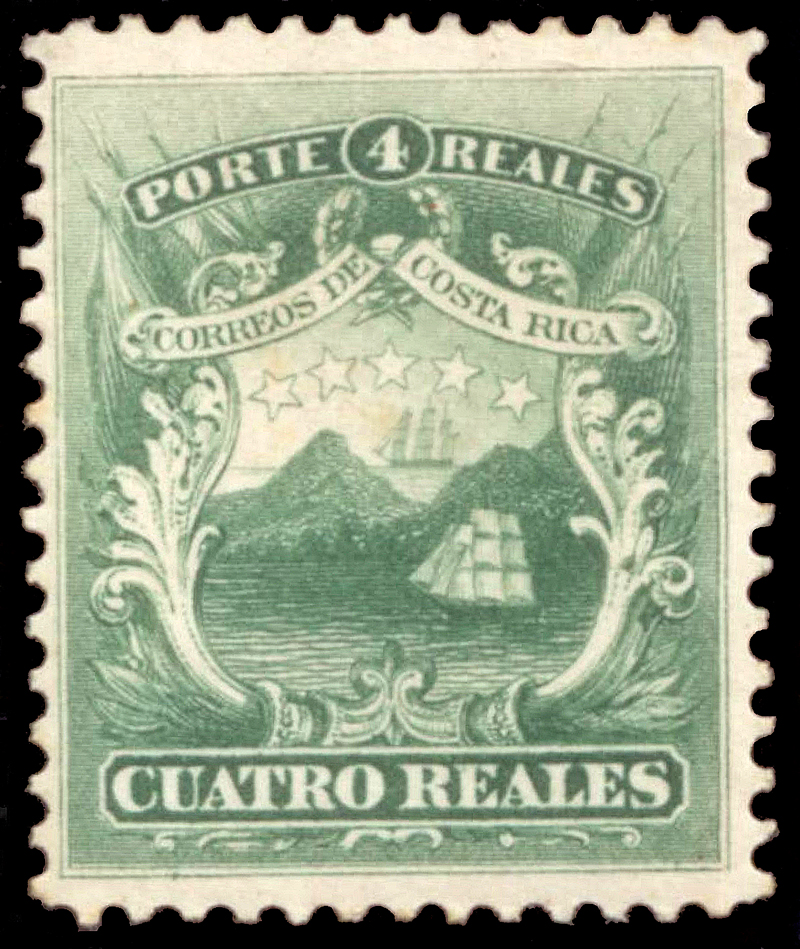
طابع بريد أصدر سنة 1862 في كوستاريكا

لم تحارب كوستاريكا الاستعمار الإسباني حالها حال بقية بلدان أمريكا الوسطى، وعقب هزيمة إسبانيا في الحرب المكسيكية للاستقلال (1810-1821) أعلنت السلطات في غواتيمالا استقلال كوستاريكا في 15 سبتمبر 1821، وأصبحت ولاية في إطار فدرالية أمريكا الوسطى التي انتقلت عاصمتها إلى سان جوزيه سنة 1824 الأمر الذي ولد صراعاً تنافسياً دمويا مع قرطجنة الكولمبية. كما اشتعلت خلافات حدودية بين ولايات الفدرالية زادت من اضطراب المنطقة.
بعد الاستقلال، أضحت كوستاريكا بدون مسالك تجارية نظامية تصدر عبرها القهوة إلى أوروبا إلى غاية 1843.
سنة 1856، شرع القائد اللانظامي الأمريكي ويليام وولكر بغزو منطقة أمريكا الوسطى، وبعد استيلائه على نيكاراغوا التي أعلن نفسه رئيسا لها وقيامه بإرجاع العبودية فيها، حاول وولكر التوسع باتجاه كوستاريكا التي أعلنت الحرب تحت قيادة الرئيس خوان رافاييل مورا بوراس، ونجحت في إخراج قوات وولكر من البلاد وتعقبتها داخل جواتيمالا حيث ألحقت به الهزيمة في المعركة الأخيرة.

### النمو الاقتصادي في القرن التاسع عشر
زُرعت القهوة لأول مرة في كوستاريكا في عام 1808، وبحلول عشرينيات القرن التاسع عشر، تجاوزت القهوة التبغ والسكر والكاكاو كصادرات أساسية. ظل إنتاج القهوة المصدر الرئيسي للثروة في كوستاريكا حتى القرن العشرين، مما أدى إلى إنشاء طبقة ثرية من المزارعين، ما يسمى ببارونات القهوة. ساعدت الإيرادات في تحديث البلاد.
كانت أغلب أنواع القهوة المصدرة تُزرع حول المراكز الرئيسية للسكان في الهضبة الوسطى ثم تُنقل بعربة تجرها الثيران إلى ميناء بونتاريناس على المحيط الهادئ بعد بناء الطريق الرئيسي في عام 1846. وبحلول منتصف خمسينيات القرن التاسع عشر، كانت السوق الرئيسية للقهوة هي بريطانيا. وسرعان ما أصبح من الأولويات القصوى تطوير طريق نقل فعال من الهضبة الوسطى إلى المحيط الأطلسي. ولهذا الغرض، تعاقدت حكومة كوستاريكا في سبعينيات القرن التاسع عشر مع رجل الأعمال الأمريكي ماينور سي كيث لبناء خط سكة حديد من سان خوسيه إلى ميناء ليمون الكاريبي. وعلى الرغم من الصعوبات الهائلة في البناء والأمراض والتمويل، اكتمل بناء خط السكة الحديد في عام 1890.

### كوستاريكا الحديثة
جرى أول اقتراع وصف بالحر والنزيه في كوستاريكا سنة 1889،
تفادت كوستاريكا أغلب الحروب والاضطرابات التي عصفت بالمنطقة انطلاقا من نهاية القرن التاسع العاشر. بيد أن فترتي عنف عكرت تطورها الديمقراطي: بين 1917 و 1919 حكم البلاد الديكتاتور فيديريكو تينوكو. وسنة 1948 قام خوسيه فيغويراس فيرير بانتفاضة مسلحة عقب جدل انتخابي قام خلالها بحلّ الجيش. أودت هذه الحرب الأهلية بحياة أكثر من ألفي مواطن وانتهت بإقرار دستور جديد يضمن انتخابات حرة. أصبح فيغويريس بطلاً قوميًا وفاز بأول انتخابات في ظل الدستور الجديد سنة 1953. عرفت كوستاريكا بعدها ثلاثة عشر رئيسا.

## الاقتصاد

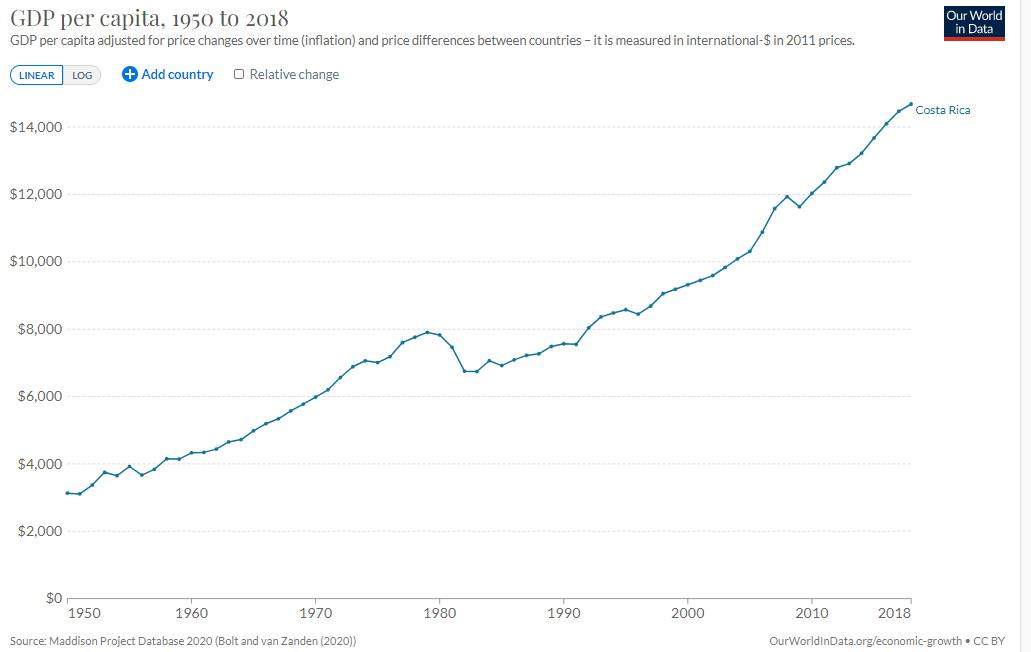
تطور نصيب الفرد من الناتج المحلي الإجمالي الحقيقي في كوستاريكا

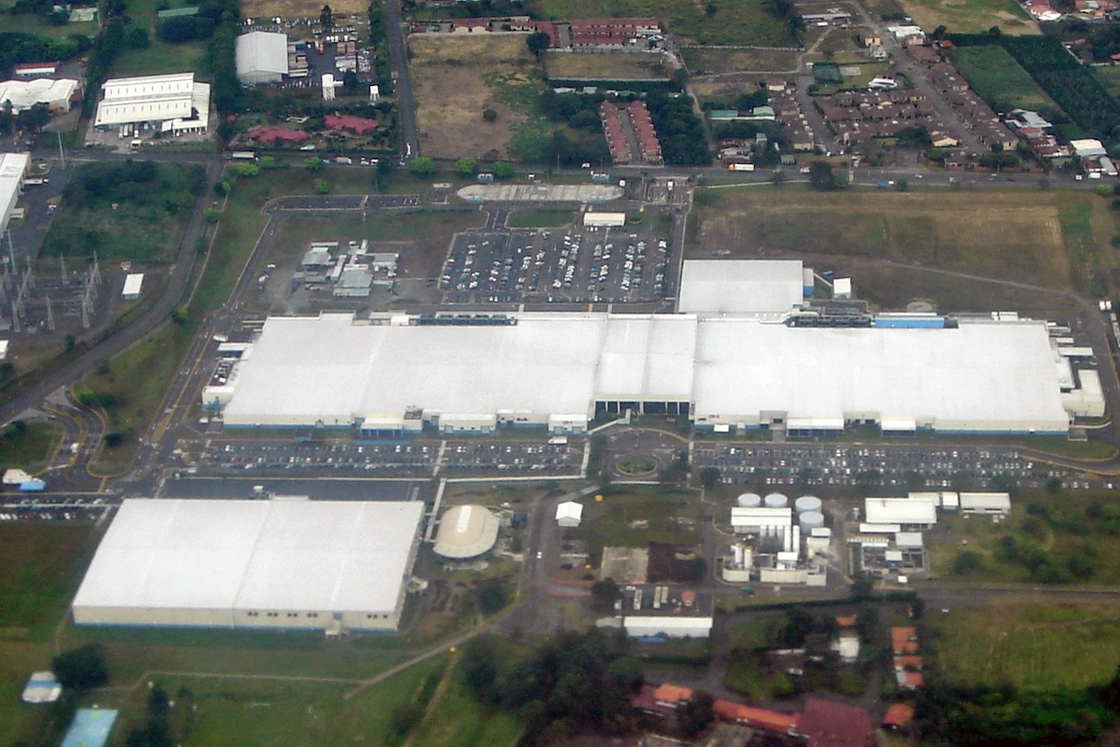
منشأة معالجات إنتل الدقيقة في كوستاريكا، والتي كانت في وقت ما مسؤولة عن 20% من صادرات كوستاريكا و5% من الناتج المحلي الإجمالي للبلاد

اعتبرت البلاد مستقرة اقتصاديًا مع معدل تضخم معتدل، يقدر بـ 2.6٪ في عام 2017، ونمو مرتفع بشكل معتدل في الناتج المحلي الإجمالي، حيث ارتفع من 41.3 مليار دولار أمريكي في عام 2011 إلى 52.6 مليار دولار أمريكي في عام 2015. الناتج المحلي الإجمالي المقدر لعام 2018 هو 59.0 مليار دولار أمريكي والناتج المحلي الإجمالي التقديري للفرد (تعادل القوة الشرائية) هو 17559.1 دولار أمريكي. يمثل العجز المتزايد للديون والميزانية الاهتمامات الرئيسية للبلاد.
هذا هو السبب الرئيسي الذي جعل وكالات التصنيف الائتماني الرئيسية - ستاندرد آند بورز وموديز وفيتش - قد خفضت تصنيفات المخاطر في كوستاريكا. على سبيل المثال، خفضت وكالة موديز لخدمات المستثمرين في أوائل عام 2017 التصنيف إلى Ba2 من Ba1 ، مع توقعات سلبية بسبب «عبء الدين الحكومي المتزايد والعجز المالي المرتفع باستمرار، والذي كان 5.2 ٪ من الناتج المحلي الإجمالي في عام 2016» و «عدم وجود سياسة إجماع على تنفيذ تدابير لتخفيض العجز المالي الذي سيؤدي إلى مزيد من الضغط على نسب الدين الحكومي». تناقش البلاد حاليًا تشريعات الإصلاح المالي الرئيسية لتخفيض العجز في الميزانية ووقف نمو الديون، وهو واحد من أعلى المعدلات في أمريكا اللاتينية.
تعمل العديد من الشركات الأجنبية (التصنيع والخدمات) في مناطق التجارة الحرة بكوستاريكا (FTZ) حيث تستفيد من حوافز الاستثمار والضرائب. جاء أكثر من نصف هذا النوع من الاستثمار من الولايات المتحدة. وفقا للحكومة، دعمت المناطق أكثر من 82 ألف وظيفة مباشرة و 43 ألف وظيفة غير مباشرة في عام 2015. الشركات التي لديها مرافق في منطقة أمريكا الحرة في هيريديا، على سبيل المثال، تشمل إنتل، ديل، إتش بي، باير، بوش، دي أتش أل، آي بي أم.
يتكون الناتج المحلي الإجمالي من 5.5 ٪ من الزراعة، و 18.6 ٪ من الصناعة و 75.9 ٪ من الخدمات. (2016) توظف الزراعة 12.9 ٪ من القوى العاملة، والصناعة 18.57 ٪، والخدمات 69.02 ٪ (2016) للمنطقة، ومستوى البطالة مرتفع بشكل معتدل (8.2 ٪ في عام 2016، وفقا لصندوق النقد الدولي) على الرغم من أن 20.5 ٪ من السكان يعيشون تحت خط الفقر (2017)، إلا أن كوستاريكا تتمتع بأحد أعلى مستويات المعيشة في أمريكا الوسطى.
يُوّفر رعاية صحية عالية الجودة من قبل الحكومة بتكلفة منخفضة للمستخدمين. السكن هو أيضا بأسعار معقولة جدا. كوستاريكا معترف بها في أمريكا اللاتينية لجودة نظامها التعليمي. بسبب نظامها التعليمي، تمتلك كوستاريكا واحدة من أعلى معدلات معرفة القراءة والكتابة في أمريكا اللاتينية، 97 ٪.التعليم الأساسي العام إلزامي ويُوفر دون تكلفة للمستخدم. يؤكد تقرير صادر عن حكومة الولايات المتحدة أن البلاد «من الناحية التاريخية قد أعطت أولوية قصوى للتعليم وإنشاء قوة عاملة ماهرة»، لكنه يشير إلى أن معدل التسرب من المدارس الثانوية آخذ في الازدياد.

## السياسة والحكومة
سياسة كوستاريكا تجري في إطار جمهورية ديمقراطية تمثيلية رئاسية، مع نظام متعدد الأحزاب. وتمارس السلطة التنفيذية من قبل الرئيس ومجلس الوزراء لها، ورئيس كوستاريكا كل من رئيس الدولة ورئيس الحكومة. تناط السلطة التشريعية في الجمعية التشريعية. يُنتخب الرئيس ونواب المجلس التشريعي 57 لمدة 4 سنوات. السلطة القضائية مستقلة تعمل السلطة التنفيذية والسلطة التشريعية لكنها لا تزال تشارك في العملية السياسية. كوستاريكا هي جمهورية ذات نظام قوي للضوابط والتوازنات الدستورية. التصويت إلزامي في كوستاريكا ولكن لا يُفرض ذلك.
ألغي منصب محافظ في المحافظات السبع في عام 1998. لا توجد التشريعية المحافظات. في عام 2009، فتحت احتكارات الدولة على التأمين والاتصالات للمنافسة القطاع الخاص. تتمتع أجهزة الدولة الأخرى بعض الاستقلال التشغيلي كبيرة والاستقلالية؛ وهي تشمل شركة الطاقة الكهربائية (معهد Costarricense دي إلكترسيداد)، والمصارف التجارية المؤممة (والتي هي مفتوحة للمنافسة من المصارف الخاصة)، وكالة الضمان الاجتماعي (كاجا Costarricense دل سيغورو الاجتماعية). كوستاريكا لا يوجد لديه عسكرية ولكن يحافظ على قوة الشرطة المحلية ووحدة القوات الخاصة كجزء من وزارة الرئيس.

### العلاقات الخارجية

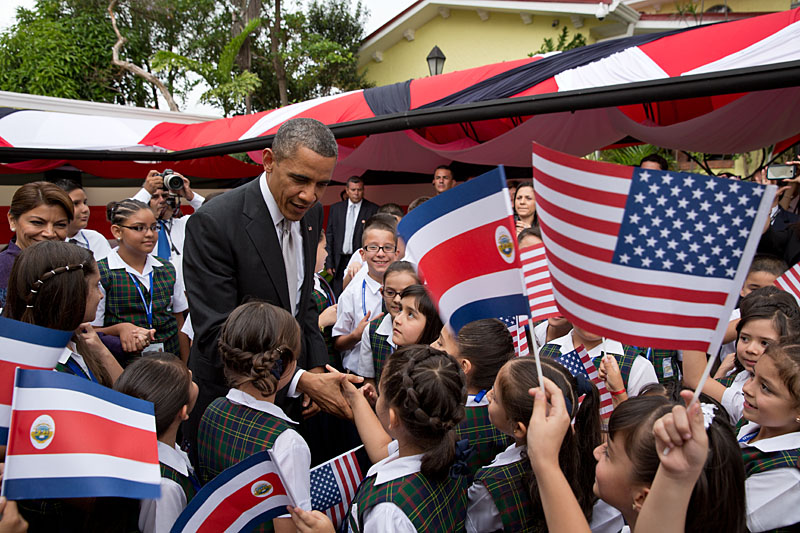
باراك أوباما ولورا شينشيلا مع الأطفال كوستاريكا في سان خوسيه

كوستاريكا هي عضو نشط في الأمم المتحدة ومنظمة الدول الأمريكية. تستند محكمة البلدان الأمريكية لحقوق الإنسان وجامعة الأمم المتحدة للسلام في كوستاريكا. وإنما هي أيضا عضو في العديد من المنظمات الدولية الأخرى المتعلقة بحقوق الإنسان والديمقراطية.
والهدف الرئيسي من كوستاريكا السياسة الخارجية لتعزيز حقوق الإنسان والتنمية المستدامة بوصفها وسيلة لتأمين الاستقرار والنمو.
كوستاريكا هي عضو في المحكمة الجنائية الدولية، دون اتفاق الحصانة الثنائية لحماية جيش الولايات المتحدة (التي تغطيها المادة 98).
في 10 سبتمبر عام 1961، بعد بضعة أشهر أعلن فيدل كاسترو كوبا دولة اشتراكية، أنهى الرئيس الكوستاريكي ماريو ايتشاندى العلاقات الدبلوماسية مع كوبا من خلال المرسوم التنفيذي رقم 2. استمر هذا التجميد لمدة 47 عاما حتى أعلن الرئيس أوسكار آرياس سانشيز في 18 آذار 2009 أن العلاقات كانت طبيعية إلى إعادة تأسيس، وقال: «إذا كنا قادرين على فتح صفحة جديدة مع الأنظمة المختلفة كما بعمق إلى واقعنا كما حدث مع الاتحاد السوفياتي، أو أكثر في الآونة الأخيرة، مع جمهورية الصين، وكيف ونحن لن تفعل مع هذا البلد الذي هو جغرافيا وثقافيا أقرب كثيرا إلى كوستاريكا؟» أعلن ألحان أيضا أن كلا البلدين تبادل السفراء.
لدي كوستاريكا أيضا خلاف طويل الأمد مع نيكاراغوا على نهر سان خوان، الذي يحدد الحدود بين البلدين. ينشأ هذا الخلاف فيما يتعلق بحقوق كوستاريكا الملاحة في النهر. وفي عام 2010، كان هناك أيضا نزاع حول جزيرة كاليرو، وأثر تجريف نيكاراغوا من النهر في تلك المنطقة.
في 14 تموز، 2009، أيدت محكمة لاهاي (محكمة العدل الدولية) حقوق زيارتها كوستاريكا للتنقل لأغراض تجارية لصيد الكفاف على جانبهم من النهر. تمديد معاهدة 1858 حقوق الملاحة لكوستاريكا، لكن نيكاراغوا نفت سفر الركاب وكان الصيد كجزء من الصفقة؛ قضت المحكمة لم تكن هناك حاجة كوستاريكا على نهر لديهم بطاقات سياحية أو تأشيرات نيكاراغوا نيكاراغوا كما زعم، ولكن، في إشارة إلى نيكاراغوا، حكمت يجب القوارب والركاب كوستاريكا تتوقف عند أول وآخر ميناء نيكاراغوا على طول طريقهم. يجب أن يكون أيضا وثيقة الهوية أو جواز السفر. نيكاراغوا ويمكن أيضا فرض جداول زمنية على حركة المرور في كوستاريكا. نيكاراغوا قد تتطلب القوارب كوستاريكا لعرض العلم نيكاراغوا، ولكن قد لا يُوجه الاتهام لهم لإزالة خروجا عن موانئها. وكانت كل هذه العناصر محددة للخلاف تقديمهم إلى المحكمة في ايداع 2005.
في 1 يونيو 2007، حطمت كوستاريكا العلاقات الدبلوماسية مع تايوان، وتحولت إلى الاعتراف بجمهورية الصين الشعبية. وكانت كوستاريكا أول دولة من دول أمريكا الوسطى تقوم بذلك. اعترف الرئيس أوسكار آرياس سانشيز بأن العمل كان استجابة للحاجة الاقتصادية الماسة. وفي التقدير، الذي بني في لجان المقاومة الشعبية كوستاريكا، الملعب الجديد، 100,000,000 $ للدولة من بين الفن كرة القدم في باركي لا سابانا، في مقاطعة سان خوسيه. استغرق ما يقرب من 600 من المهندسين والعمال الصينيين مشاركة في هذا المشروع، وافتتح في مارس 2011 بمباراة بين منتخبي كوستاريكا والصين.
أنهى كوستاريكا المدى في مجلس الأمن التابع للأمم المتحدة، بعد أن انتخبت، على المدى غير المتجددة لمدة سنتين في انتخابات عام 2007. انتهت فترة ولايتها في 31 ديسمبر عام 2009؛ كان هذا الوقت كوستاريكا الثالث في مجلس الأمن.

## التركيب السكاني
بلغ التعداد السكاني للعام 2011 في كوستاريكا 4,301,712 نسمة، منهم 94% من البيض و 2% من السود 0.8% الهنود و 0.2% من الصينيين و1% من أصول أخرى.
أغلب سكان كوستاريكا من الإسبان إلا أن هناك أعداد كبيرة من اليهود، الألمان والإيطاليين والبولنديين أما نسبة السود فكانت 3% وهم يتحدرون على الأغلب من العمال المهاجرين من جامايكا، واتخذت كوستاريكا ملجأ للهاربين من الحروب الأهلية والأنظمة الديكتاتورية في بلدان أمريكا اللاتينية.
أما قانون الزواج في كوستاريكا فهو بموافقة الدولة ويحتفل به الكاثوليكيون في الكنائس، أما لو رغب شخص في الزواج خارج الكنيسة الكاثوليكية لا بد له من التعاقد مع محام ومن ثم تسجيل زواجهم المدني.
السن القانوني للزواج في كوستاريكا هو 18 سنة، و 15 سنة بموافقة الوالدين.

### الصحة
وفقًا لبرنامج الأمم المتحدة الإنمائي، في عام 2010 كان متوسط العمر المتوقع عند الولادة للكوستاريكيين 79.3 سنة.
كوستاريكا هي من بين دول أمريكا اللاتينية التي أصبحت وجهة شعبية للسياحة الطبية.

### الدين

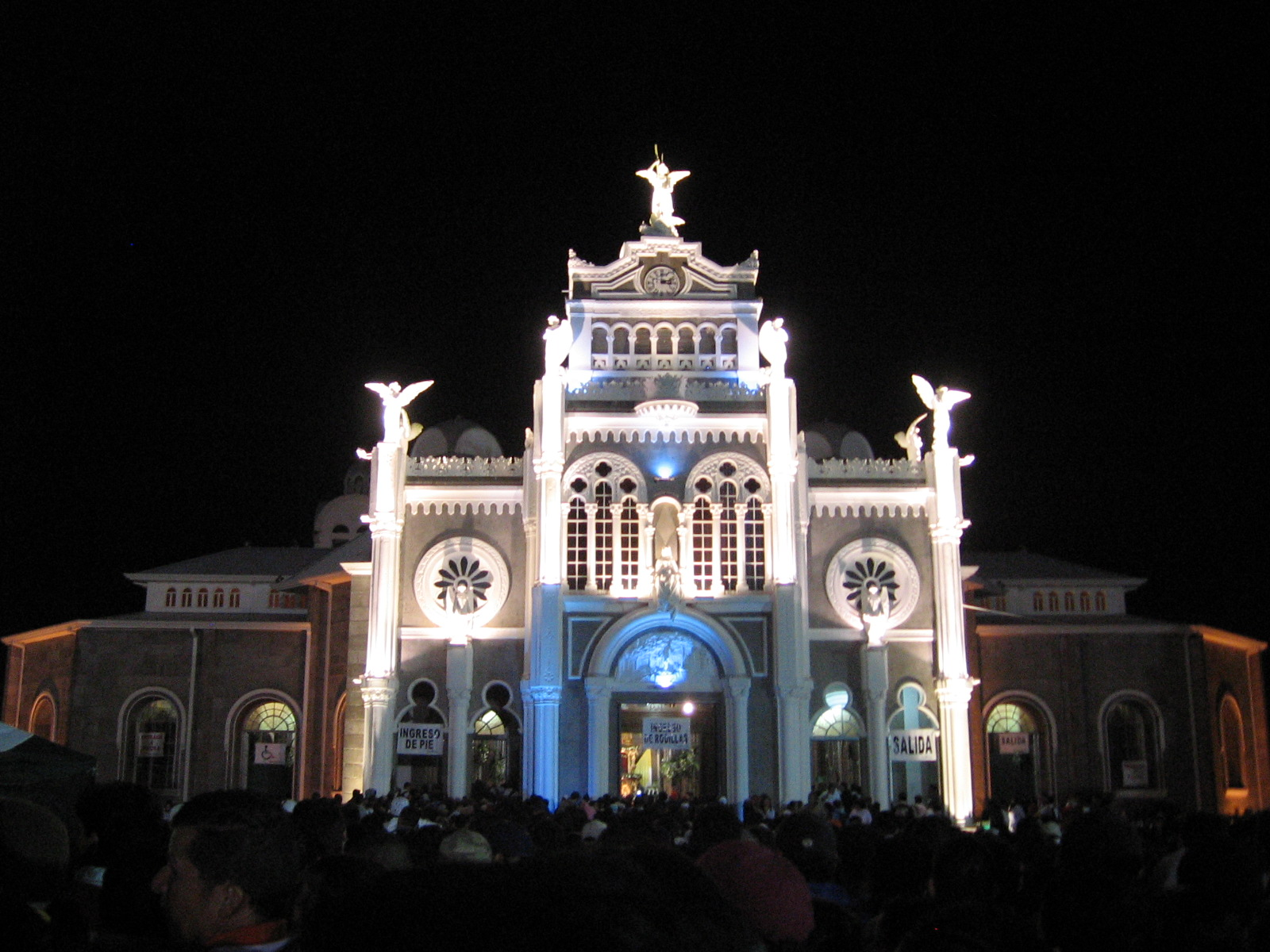
كاتدرائية دي نوسترا سينيورا دي لوس انجليس (كنيسة سيدة الملائكة)، خلال عام 2007 الحج

أجرت جامعة كوستاريكا عام 2007 بحثًا أظهر أن 70.5% من السكان من الرومان الكاثوليك وهي الديانة الرسمية في كوستاريكا، وينتمي 4.3% إلى ديانات آخرى كالبوذية (جلهم من الصينيين)، إضافة إلى اعتناق اليهودية والإسلام والهندوسية، وحسب الدراسة فإن 11.3% بلا ديانة.
لغتها الرسمية هي اللغة الإسبانية، اللهجة السائدة هي الإسبانية الكوستاريكية (en) والتي هي إحدى اللهجات الإسبانية (en) في أمريكا الوسطى. في كوستاريكا توجد 10 لغات مسجلة.

## الثقافة
وكانت كوستاريكا نقطة حيث التقى ثقافات أمريكا الوسطى وأمريكا الجنوبية الأصليين. في شمال غرب البلاد، وشبه الجزيرة نيكويا، وكان أقصى جنوب التأثير الثقافي ناهواتل عندما جاء الغزاة الإسبان في القرن 16. الأجزاء الوسطى والجنوبية من البلاد قد أثرت التشيبتشا. ساحل المحيط الأطلسي، وفي الوقت نفسه، مُلئت مع العمال الأفارقة خلال القرون السابع عشر والثمن عشر.
كوستا ريكا المطبخ هو مزيج من الأمريكيين والإسبانية والأفريقية والعديد من المأكولات أصول أخرى. أطباق مثل تامالي تقليدية جدا وكثير غيرها المصنوعة من الذرة هي الأكثر تمثيلا من سكانها الأصليين، ومماثلة لغيرها من بلدان أمريكا الوسطى المجاورة. جلبت الإسبان العديد من المكونات الجديدة للبلد من بلدان أخرى، وخاصة التوابل والحيوانات الداجنة. وفي وقت لاحق في القرن 19، قدمت نكهة الأفريقية وجودها مع تأثير من غيرها من النكهات المختلطة منطقة البحر الكاريبي. هذه هي الطريقة كوستاريكا اليوم المطبخ متنوعة جدا، مع كل مجموعة عرقية جديدة الذي كان قد أصبح مؤخرا جزءا من سكان البلاد التأثير على المطبخ في البلاد.
نتيجة لهجرة الإسبان، تميز الثقافة الإسبانية بهم القرن 16 وتطورها الحياة اليومية والثقافة وحتى اليوم، مع اللغة الإسبانية والديانة الكاثوليكية والتأثيرات الأولية.
وزارة الثقافة والشباب، والرياضة هي المسؤولة عن تعزيز وتنسيق الحياة الثقافية. وينقسم عمل قسم في اتجاه الثقافة والفنون البصرية، الفنون ذات المناظر الطبيعية الخلابة والموسيقى والتراث ونظام المكتبات. برامج دائمة، مثل السيمفونية الوطنية كوستاريكا وسيمفونية أوركسترا الشباب، والعطف اثنين من مجالات العمل: الثقافة والشباب [بحاجة لمصدر]
أنواع الرقص الموجهة، مثل سوكا، السالسا، bachata، ميرينجو، كومبيا والبديل كوستاريكا ويتمتع بشكل متزايد من قبل كبار السن بدلاً من الشباب. الإيتار هو شعبية، وخصوصا وجود مرافقة للرقصات الشعبية؛ ومع ذلك، اتخذ ماريمبا الصك الوطني.
«بورا فيدا» هي العبارة الأكثر تميزا تعلق على كوستاريكا، وأنه يعكس طريقة كوستاريكا الحياة. في كثير من الأحيان، والناس يسيرون في الشوارع، أو شراء المواد الغذائية في المحلات التجارية يقول مرحبا بالقول «بورا فيدا»، وهو ما يعني حياة نقية، أو حياة جيدة. ويمكن أن تصاغ في شكل سؤال أو اعتراف من وجود واحد. رد أوصت «كيف حالك؟» سيكون «بورا فيدا». [بحاجة لمصدر]

## التعليم
يبلغ معدل معرفة القراءة والكتابة في كوستاريكا 94.9٪، ويعد من أعلى المعدلات في أمريكا اللاتينية. عندما ألغي الجيش في عام 1949، قيل أن «سيحل محل الجيش مع جيش من المعلمين». توجد في كوستاريكا مدارس ابتدائية وثانوية في جميع أنحاء البلاد. ويضمن الدستور الحق في التعليم للجميع. ويعد التعليم الابتدائي والثانوي إلزامياً ومجانياً. لا يوجد سوى عدد قليل من المدارس في كوستاريكا التي يتجاوز فيها الطلبة الصف الثاني عشر. يحصل الطلاب الذين ينهون الصف الحادي عشر على دبلوم البكالوريا المعتمدة من قبل وزارة التربية والتعليم في كوستاريكا.
ويوجد في كوستاريكا جامعات حكومية وأخرى خاصة، وتعتبر الجامعات الحكومية الأفضل في البلاد، فضلاً عن كونها واحدة من أفضل وسائل الحراك الاجتماعي، نظراً لأن نسبة كبيرة من الميزانية أنفقت لدعم الطلاب من الأسر الفقيرة. وقد منحت وزارة التربية والتعليم جامعة كوستاريكا لقب «مؤسسة متميزة كوستاريكا». في السنوات الأخيرة، تعزز دور العديد من الجامعات الخاصة والكليات لأن الطلب على التعليم العالي تجاوز الإمكانات المتاحة في القطاع العام.
حلّت كوستاريكا في المرتبة 74 في مؤشر الابتكار العالمي عام 2023، متراجعة من المرتبة 55 عام 2019، ثم تقدّمت للمركز 70 وفق مؤشر عام 2024.

## الجغرافيا

### المناخ

خريطة تصنيف مناخ كوبن لكوستاريكا

لأن كوستاريكا تقع بين خطي عرضي 8 و 12 درجة شمال خط الاستواء، فالمناخ معتدل على مدار السنة . ومع ذلك، فإن البلاد لديها العديد من المناخات اعتمادا على الارتفاع، وهطول الأمطار، والتضاريس، وجغرافية كل منطقة فيها.
يُعرف مواسم كوستاريكا قبل كم يسقط المطر خلال فترة معينة، يمكن تقسيم السنة إلى فترتين، وموسم الجفاف معروفة للسكان كما في الصيف، وموسم الأمطار، والمعروف محليا باسم الشتاء. في «الصيف» موسم الجفاف أو يذهب من ديسمبر إلى أبريل، و «الشتاء» أو موسم الأمطار يذهب من مايو إلى نوفمبر الذي يتزامن تقريبا مع موسم الأعاصير في المحيط الأطلسي، وخلال هذا الوقت، هطل المطر باستمرار في بعض المناطق.
موقع تلقي معظم الأمطار هو منحدرات منطقة البحر الكاريبي من جبال كورديليرا الوسطى، مع هطول الأمطار السنوي أكثر من 5,000 ملم (196.9 في). الرطوبة هي أيضا أعلى على الجانب منطقة البحر الكاريبي من على الجانب المحيط الهادئ. درجة الحرارة المتوسط السنوي على السهول الساحلية حوالي 27 درجة مئوية (81 درجة فهرنهايت)، 20 °C (68 °F) في المناطق المأهولة الرئيسية لل Cordilera الوسطى، وأقل من 10 درجة مئوية (50 درجة فهرنهايت) على القمم من أعلى الجبال.
| البيانات المناخية لـكوستاريكا     | البيانات المناخية لـكوستاريكا | البيانات المناخية لـكوستاريكا | البيانات المناخية لـكوستاريكا | البيانات المناخية لـكوستاريكا | البيانات المناخية لـكوستاريكا | البيانات المناخية لـكوستاريكا | البيانات المناخية لـكوستاريكا | البيانات المناخية لـكوستاريكا | البيانات المناخية لـكوستاريكا | البيانات المناخية لـكوستاريكا | البيانات المناخية لـكوستاريكا | البيانات المناخية لـكوستاريكا | البيانات المناخية لـكوستاريكا |
| الشهر                             | يناير                         | فبراير                        | مارس                          | أبريل                         | مايو                          | يونيو                         | يوليو                         | أغسطس                         | سبتمبر                        | أكتوبر                        | نوفمبر                        | ديسمبر                        | المعدل السنوي                 |
| --------------------------------- | ----------------------------- | ----------------------------- | ----------------------------- | ----------------------------- | ----------------------------- | ----------------------------- | ----------------------------- | ----------------------------- | ----------------------------- | ----------------------------- | ----------------------------- | ----------------------------- | ----------------------------- |
| متوسط درجة الحرارة الكبرى °م (°ف) | 27 (81)                       | 27 (81)                       | 28 (82)                       | 28 (82)                       | 27 (81)                       | 27 (81)                       | 27 (81)                       | 27 (81)                       | 26 (79)                       | 26 (79)                       | 26 (79)                       | 26 (79)                       | 27 (81)                       |
| متوسط درجة الحرارة الصغرى °م (°ف) | 17 (63)                       | 18 (64)                       | 18 (64)                       | 18 (64)                       | 18 (64)                       | 18 (64)                       | 18 (64)                       | 18 (64)                       | 17 (63)                       | 18 (64)                       | 18 (64)                       | 18 (64)                       | 18 (64)                       |
| الهطول مم (إنش)                   | 6.3 (0.25)                    | 10.2 (0.40)                   | 13.8 (0.54)                   | 79.9 (3.15)                   | 267.6 (10.54)                 | 280.1 (11.03)                 | 181.5 (7.15)                  | 276.9 (10.90)                 | 355.1 (13.98)                 | 330.6 (13.02)                 | 135.5 (5.33)                  | 33.5 (1.32)                   | 1٬971 (77.61)                 |
| نسبة وصول أشعة الشمس              | 40                            | 37                            | 39                            | 33                            | 25                            | 20                            | 21                            | 22                            | 20                            | 22                            | 25                            | 34                            | 28                            |
| المصدر:                           |                               |                               |                               |                               |                               |                               |                               |                               |                               |                               |                               |                               |                               |

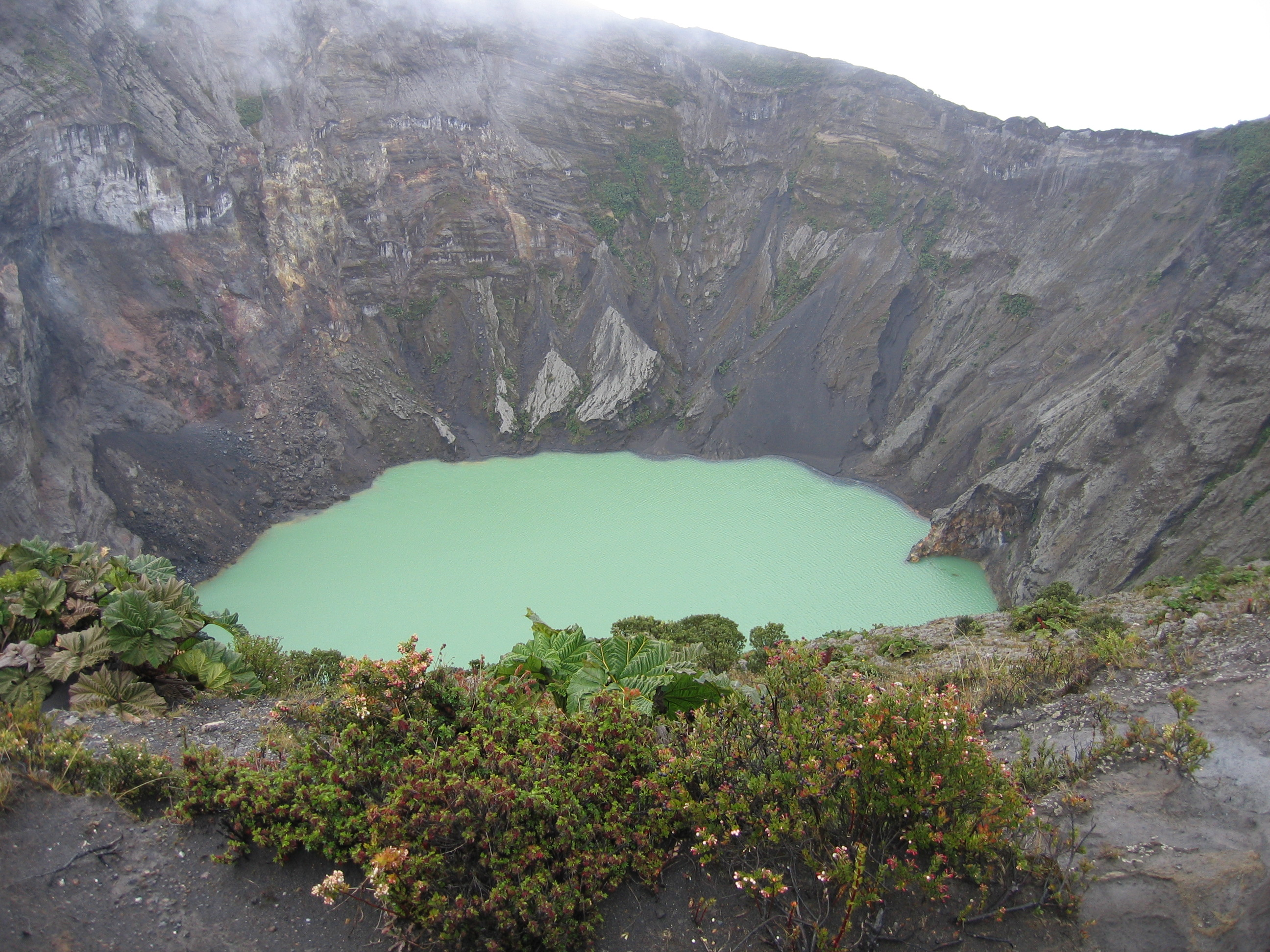
بركان إيراسو
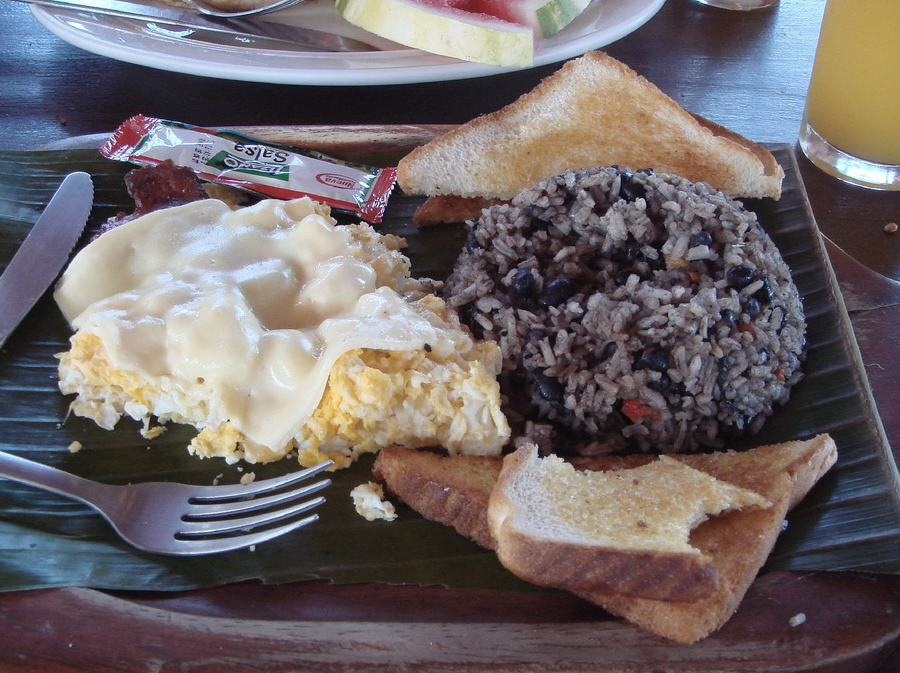
كوستا ريكا فطور غاجو بينتو
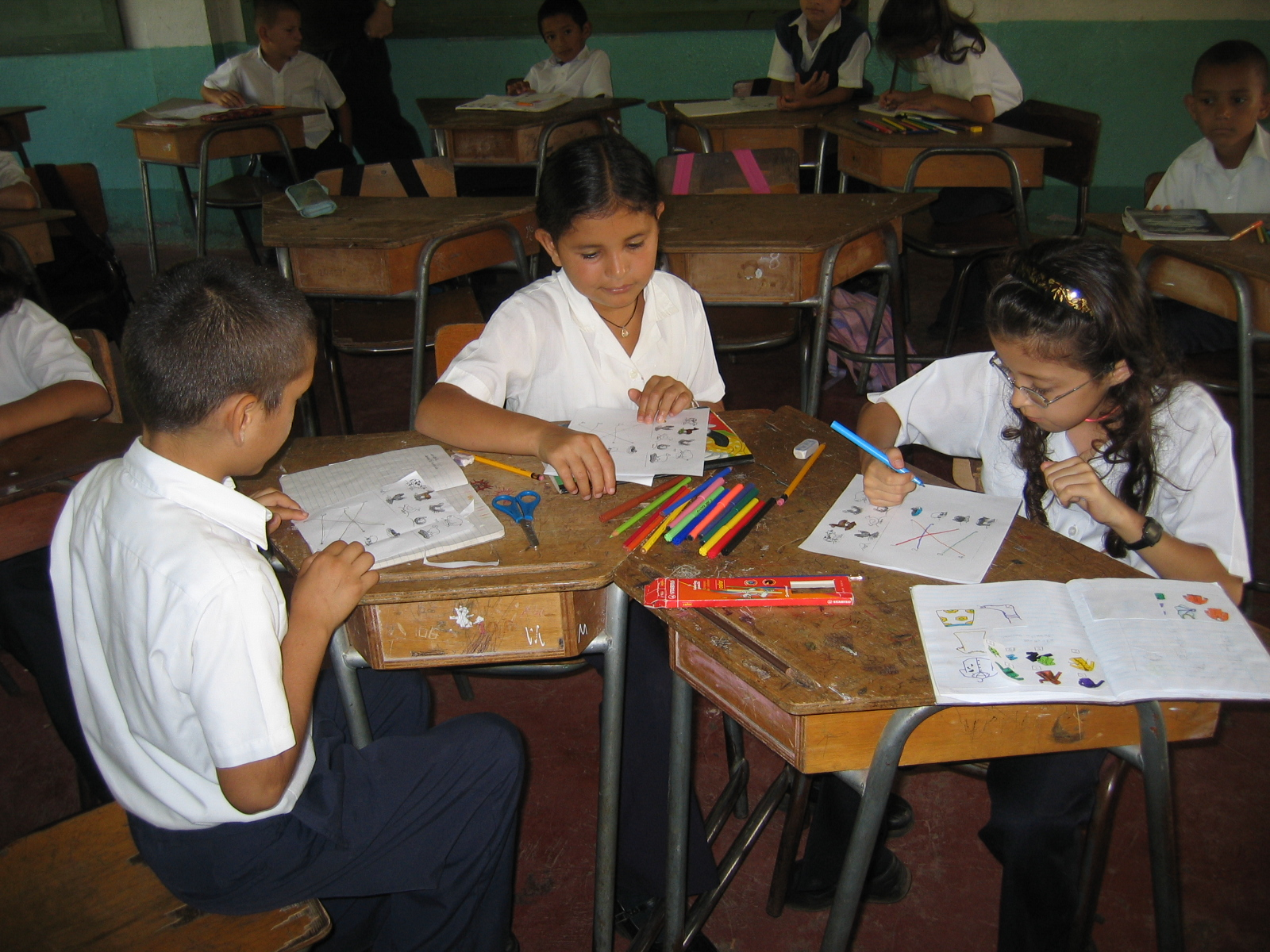
أطفال في صف مدرسي

### الحياة النباتية والحيوانية
تعد كوستاريكا موطناً لمجموعةٍ غنيةٍ من النباتات والحيوانات. ومع أنها تشغل ما يقارب 0.25% من مساحة اليابسة في العالم إلا أن كوستاريكا تنفرد ب 5% من التنوع البيولوجي العالمي. وتبلغ المساحة المخصصة للمنتزهات الوطنية والمحميات الطبيعية 25% من مساحة كوستاريكا؛ في حين أن المساحة الكلية للمناطق المحمية في دول العالم بلغت 13% (متوسط المناطق المحمية في الدول النامية يبلغ 13% بينما في الدول المتقدمة فيبلغ 8%). وتمكنت كوستاريكا بنجاح من تقليص معدلات إزالة الغابات إلى ال0% بحلول عام 2005 بعد إذ بلغت أسوأ معدلاتها في الفترة 1973-1989.

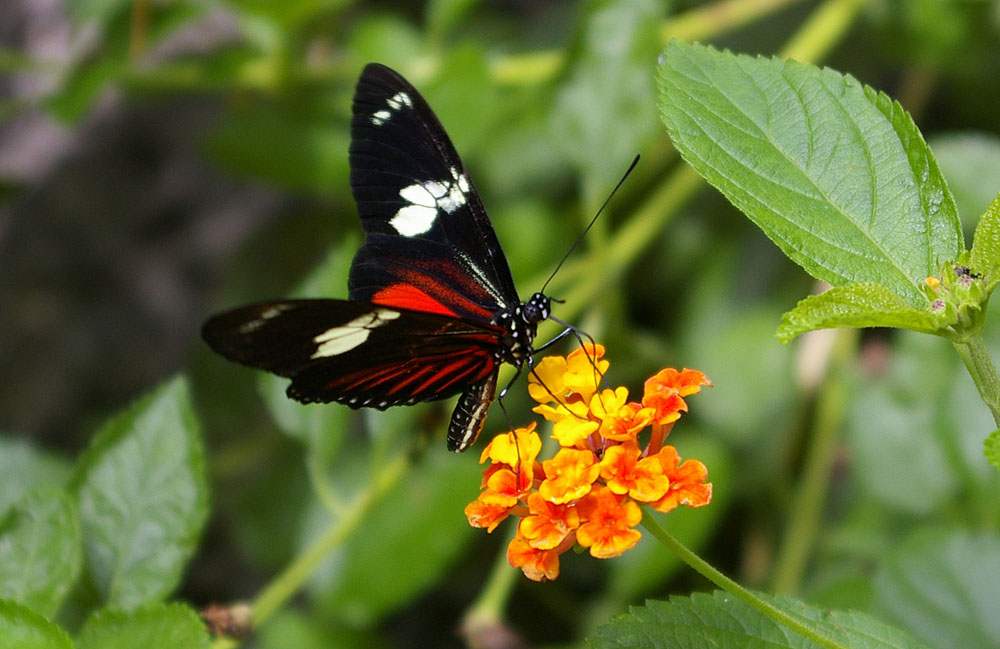
فراشة دوريس لينيوس في كوستاريكا

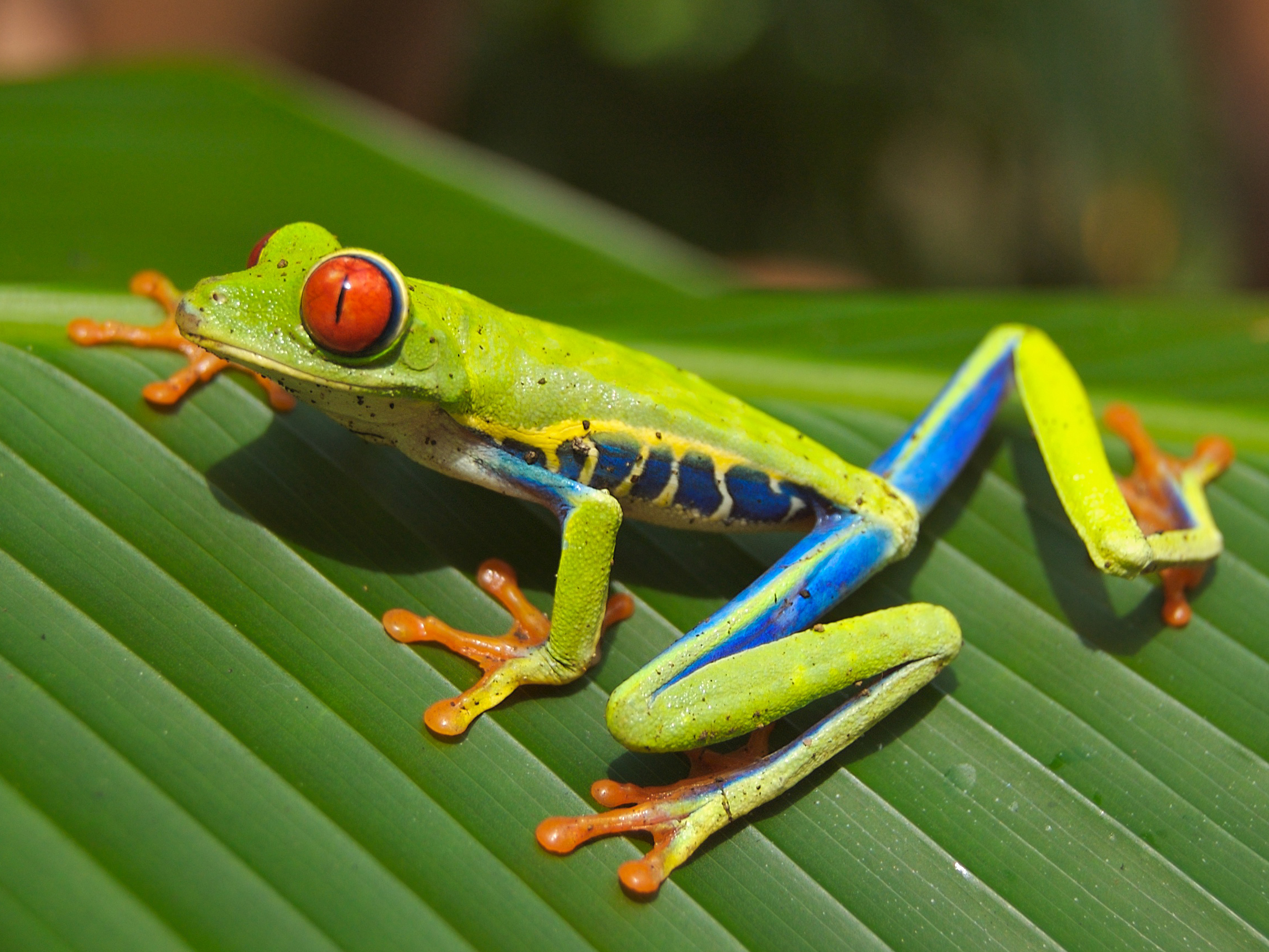
ضفدع ذو عينان حمراوان في كوستاريكا

### البراكين في كوستاريكا
توجد في كوستاريكا عدة براكين حيث أنها تقع على الخط الجيولوجي الناري الممتد من أمريكا الوسطى إلى غرب أمريكا الشمالية. بعض تلك البراكين نشطًا.
- بركان بواس
- بركان إيرازو
- بركان توريالبا
- بركان رنسون

## وصلات خارجية
- كوستاريكا في استطلاع مصور من مجلة العربي
- كولون كوستاريكي - دولار أمريكي(الإنجليزية، الإسبانية)
- نسخة محفوظة 1 مايو 2013 على موقع واي باك مشين. (الإنجليزية)
- (الإنجليزية)
- كوستاريكا (الإنجليزية)
- كوستاركيا في موقع اوبن دايركتوري (الإنجليزية)
- كوستاريكا في موقع يو سي بي لايبراري (الإنجليزية)

## المزيد من القراءة
- Edelman, Marc. Peasants Against Globalization: Rural Social Movements in Costa Rica Stanford: Stanford University Press, 1999.
- Sebastian Huhn: Contested Cornerstones of Nonviolent National Self-Perception in Costa Rica: A Historical Approach, 2009.
- Lara, Sylvia Lara, Tom Barry, and Peter Simonson. Inside Costa Rica: The Essential Guide to Its Politics, Economy, Society and Environment London: Latin America Bureau, 1995.
- Lehoucq, Fabrice E. and Ivan Molina. Stuffing the Ballot Box: Fraud, Electoral Reform, and Democratization in Costa Rica Cambridge: Cambridge University Press, 2002.
- Lehoucq, Fabrice E. Policymaking, Parties, and Institutions in Democratic Costa Rica, 2006.
- Palmer, Steven and Iván Molina. The Costa Rica Reader: History, Culture, Politics Durham and London: Duke University Press, 2004.
- Sandoval, Carlos. Threatening Others: Nicaraguans and the Formation of National Identities in Costa Rica Athens: Ohio University Press, 2004.
- Wilson, Bruce M. Costa Rica: Politics, Economics, and Democracy: Politics, Economics and Democracy. Boulder, London: Lynne Rienner Publishers, 1998.
- Blake, Beatrice. "The New Key to Costa Rica" Berkeley, California: Ulysses Press, 2009.